# 성공보수금
성공보수금이란 의뢰인이 소송에서 이겼을 때 일정한 비율을 변호사에게 보수로 주는 것을 말한다. 대한민국에서는 민사 사건에서 성공보수금이 허용되며 미국의 경우, 주마다 다른 규정이 있지만 변호사 모범윤리규범에 의하면 형사사건에서는 금지되면 민사사건에서는 이혼을 목적으로 하는 성공보수금 등은 금지되며 변호사와 의뢰인 간 성공보수약정은 반드시 서면으로 하여야 한다.

## 대한민국
변호사와 의뢰인이 성공보수금 지급 기준을 구체적으로 정하지 않았다면 승소한 금액만을 기준으로 성공보수를 산정해야 한다고 대법원이 판시하였다
또 과다한 성공보수금은 부당이득으로 보며,

## 같이 보기
- 착수금
- 성과급

## 참고 문헌
- 성공보수금, 왜 내야 해? 저유컬럼그룹 고영회 2009년 1월 29일